# Promachus simpsoni
Promachus simpsoni är en tvåvingeart som beskrevs av Ricardo 1920. Promachus simpsoni ingår i släktet Promachus och familjen rovflugor. Inga underarter finns listade i Catalogue of Life.